# Othresypna formosensis
Othresypna formosensis là một loài bướm đêm trong họ Noctuidae.